# Heinrich Klaustermeyer

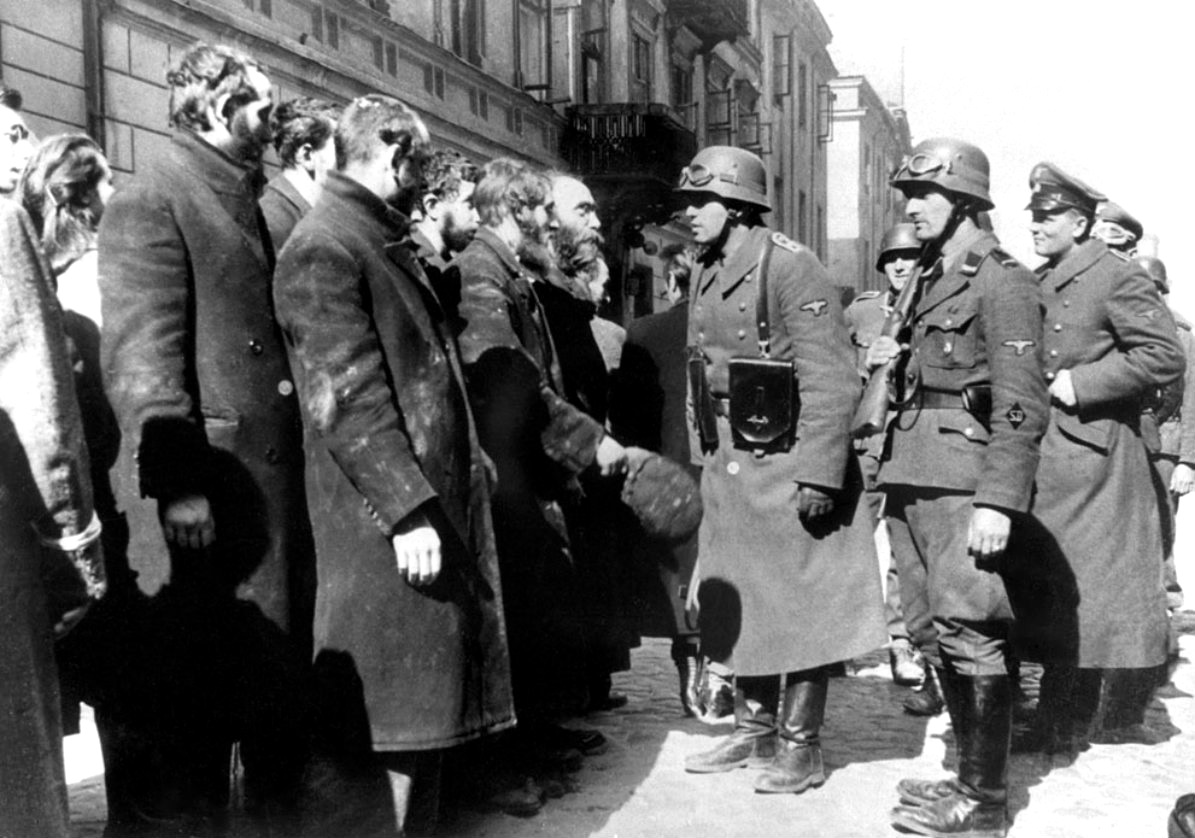
Heinrich Klaustermeyer förhör rabbiner på Nowolipie-gatan i Warszawas getto år 1943. Bredvid Klaustermeyer står Josef Blösche.

Karl Heinrich Klaustermeyer, född 22 februari 1914 i Bünde, död 21 april 1976 i Bielefeld, var en tysk SS-Oberscharführer och dömd krigsförbrytare. Han deltog i utplånandet av Warszawas getto år 1943.

## Biografi
Klaustermeyer var utbildad låssmed och gick med i Nationalsocialistiska tyska arbetarepartiet (NSDAP) år 1932. Tre år senare, 1935, tog han värvning i Wehrmacht. Av hälsoskäl kunde han dock inte bli yrkesmilitär. Strax innan andra världskriget utbröt 1939 fick han anställning vid Gestapo i Bielefeld. Påföljande år kommenderades Klaustermeyer till Warszawa, där han hade olika uppgifter hos kommendören för Sicherheitspolizei (Sipo) och Sicherheitsdienst (SD), Ludwig Hahn. I huvudsak tjänstgjorde han i stadens judiska getto. Vid krigsslutet 1945 greps han av brittiska trupper och hölls internerad i två år. Därefter var han verksam som chaufför.
År 1960 fick statsåklagaren i Hamburg kännedom om Klaustermeyers misstänkta krigsbrott genom ett vittnesmål från en av de överlevande från Warszawas getto. Han greps och sattes i januari 1961 i förundersökningshäkte, men tillbakavisade samtliga anklagelser. Förundersökningen mot Klaustermeyer inleddes i maj 1963 och ett år senare ställdes han inför rätta inför Landgericht Bielefeld. Klaustermeyer åtalades för mord på 20 gettoinvånare från hösten 1941 till februari 1943. Således gjordes han inte rättsligt ansvarig för sin medverkan i kväsandet av upproret i Warszawas getto i april–maj 1943. I februari 1965 dömdes Klaustermeyer till livstids fängelse.